# Winthrop Mackworth Praed

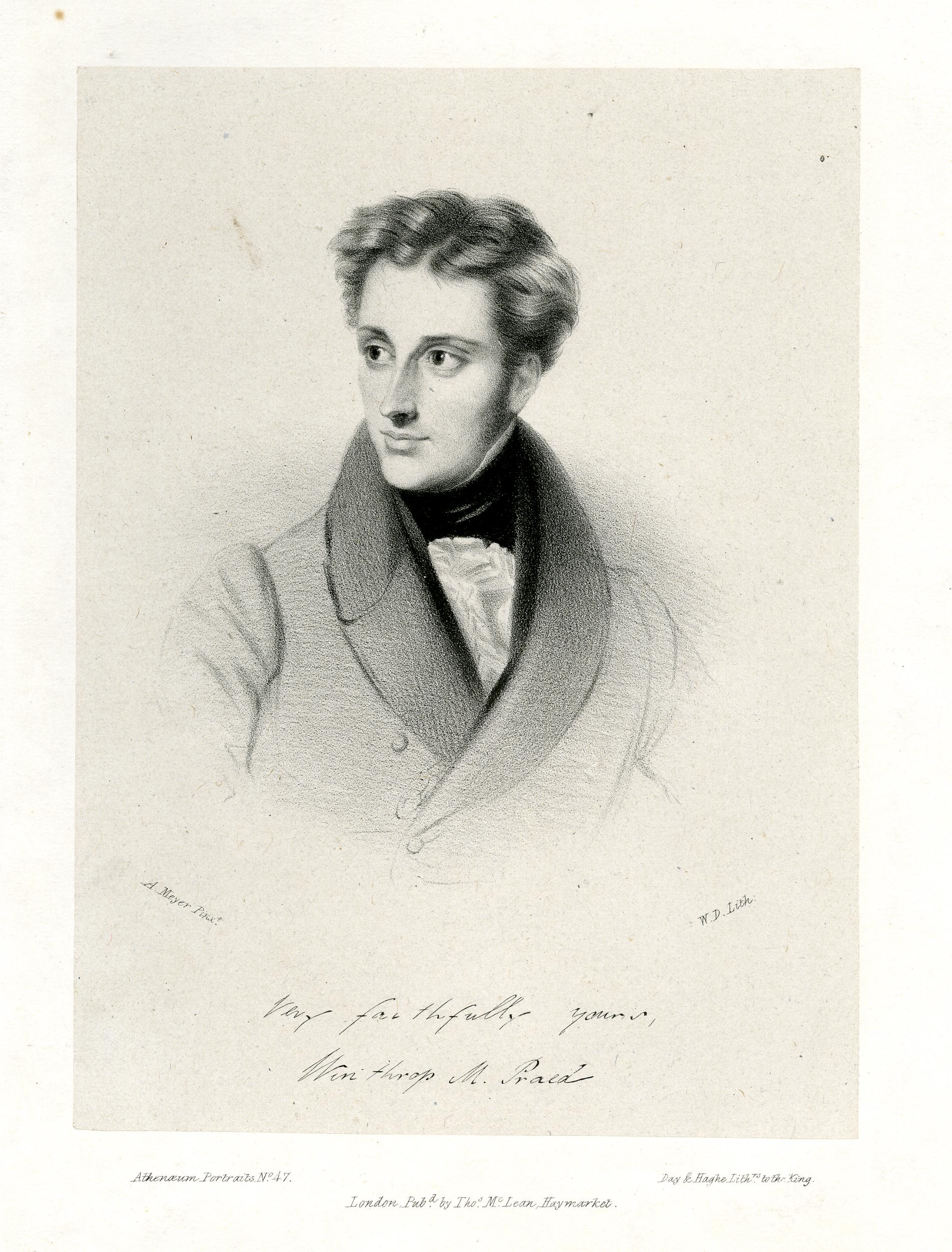
Winthrop Mackworth Praed (1835–1839)

Winthrop Mackworth Praed (* 26. Juli 1802 in London; † 15. Juli 1839 ebenda) war ein englischer Politiker und Schriftsteller.
Winthrop Mackworth Praeds Vater war ein bekannter Rechtsanwalt, so dass er Winthrop mit 12 Jahren auf das Eton College geben konnte. Er blieb in Eton bis zu seinem zwanzigsten Lebensjahr. Mit Walter Blunt und Henry Nelson Coleridge war er maßgeblich beteiligt an der Gründung des „Etonian“, einer Schulzeitung.
Auf Eton folgte das Trinity College an der University of Cambridge. An der Universität schloss er Freundschaft mit Macaulay und Austin. Er zeichnete sich sowohl als ausgezeichneter Student als auch durch seine Fertigkeit in der Dichtkunst aus. Er graduierte 1825 und bereitete sich auf die juristische Laufbahn vor. 1829 erhielt er seine Zulassung bei Gericht. Während seines Studiums lieferte er Beiträge zu “Knight’s Quarterly”, und seine Verse erschienen bis zu seinem Lebensende mit großer Regelmäßigkeit in Magazinen.
Er verfasste vor allem humoristische und satirische, aber auch sozialkritische Lyrik.
Im Jahr 1830 wurde er Parlamentsabgeordneter für die Tories, 1834/35 war er Sekretär des Board of Control.
Winthrop Mackworth Praed starb mit 36 Jahren an Tuberkulose.

## Werke
- Good Night to the Season (1827)
- The Vicar (1829)
- Our Ball (1829)
- The Belle of the Ball-Room (1831)
- The Red Fisherman
- Stanzas on Seeing the Speaker Asleep in His Chair.
- Werke von und über Winthrop Mackworth Praed im Internet Archive